# 北角政府合署

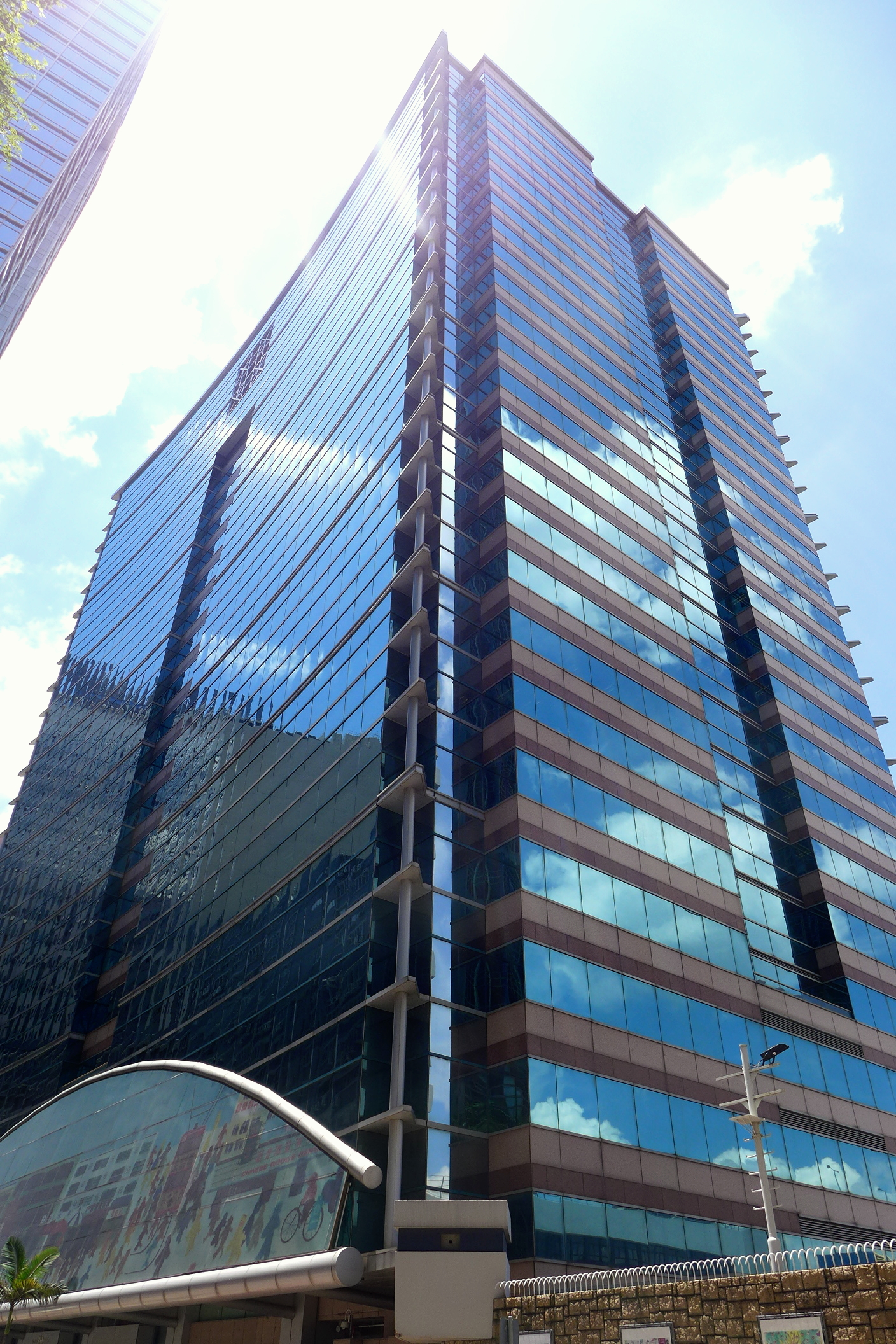
北角政府合署外貌

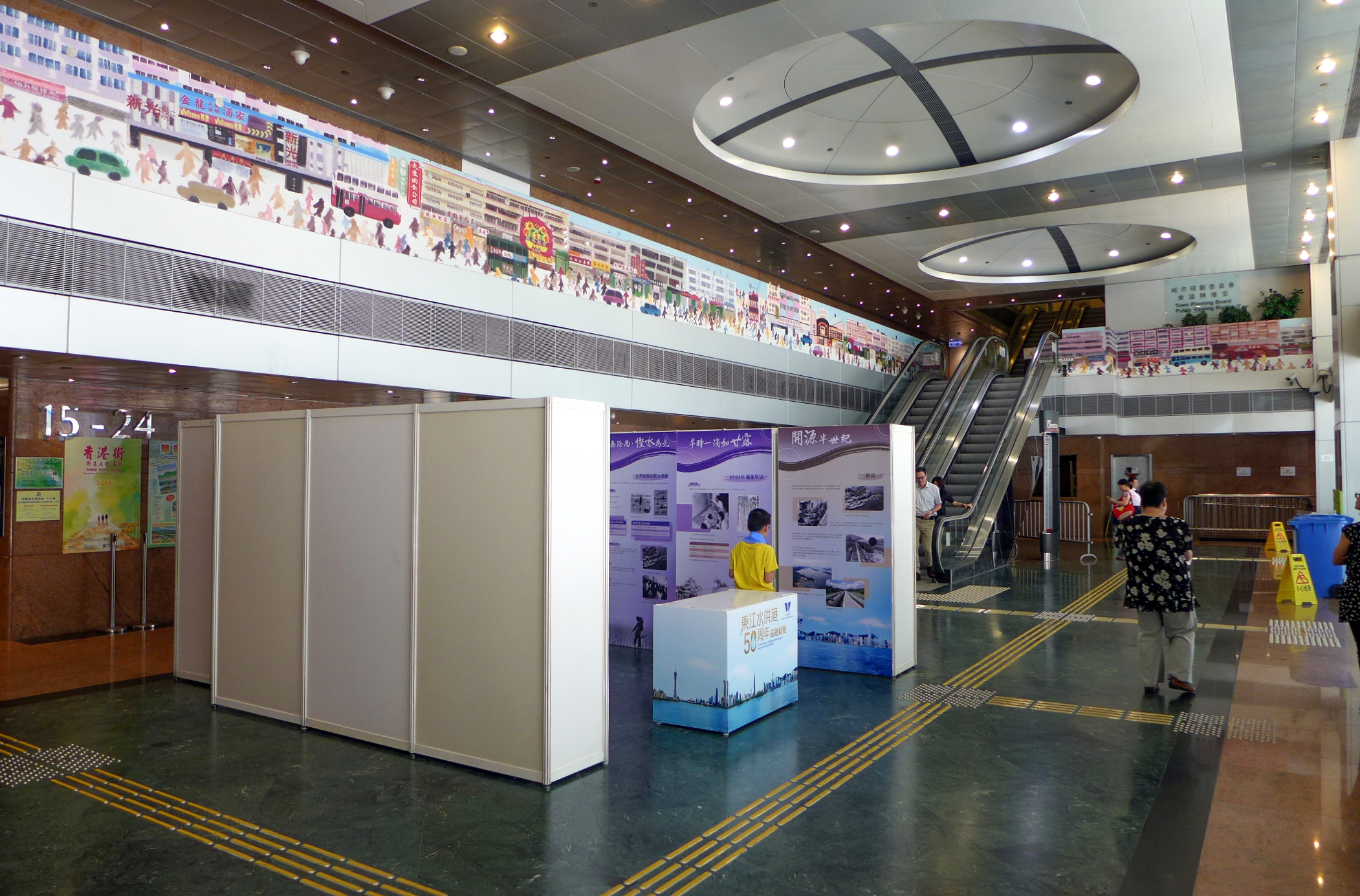
北角政府合署大堂

北角政府合署（英語：North Point Government Offices），位處香港香港島北角渣華道333號，面對維多利亞港，是一座政府辦公大樓，於1998年落成，樓高25層。地政總署（包括其下的地政處及測繪處）、規劃署（包括其下的城市規劃委員會）、政府物流服務署的總部，勞工處的北角就業中心以及香港公務員學院及路政署的辦公室均設於此大樓內。
香港海關屬下的檢控及消費者保障科、海關毒品調查科、情報科、資料科技科、內務行政科、訓練及發展科和應課稅品科曾設於該大樓內，但到了2010年9月，位於北角電照街的海關總部大樓於落成啟用後，上述部門已搬離該大樓。
2009年3月，土木工程拓展署在北角政府合署天台興建大型的海事輔助雷達。之前，7個香港公務員團體及工會齊聲表示反對：擔心雷達釋放的電磁場輻射，會影響大樓內工作的公務員健康，團體及工會曾分別兩次去信行政長官曾蔭權表達不滿。
不少香港電影，都會租用政府場地拍攝：北角政府合署的天台更是香港電影拍攝的最著名場地之一：其中梁朝偉和劉德華在《無間道》中兩大天王對決的地點就是北角政府合署天台。

## 大樓資料
大樓樓高25層，內有多個政府部門的辦事處，包括：
- 地政總署（1、6、13、18-24樓）
  - 地政處（20樓）
  - 法律諮詢及田土轉易處（20樓）
  - 測繪處（23樓）
- 社會福利署
  - 保護家庭及兒童服務課（東區及灣仔）（2樓229室）
  - 東區及灣仔區福利辦事處（12樓1210-11室）
  - 銅鑼灣社會保障辦事處（12樓1212室）
- 香港公務員學院（3-5樓）
- 政府新聞處
  - 刊物銷售及行政組、政府刊物銷售處（6樓626室）
  - 宣傳及推廣科（11樓）
- 路政署（7樓）
- 政府物流服務署（8-10樓）
- 勞工處
  - 北角就業中心（12樓）
  - 就業資訊及推廣計劃辦事處（2樓）
- 規劃署（14-18樓）
  - 城市規劃委員會（15樓）

## 外部連結
- 北角政府合署天台 / 無間道天台圖片：（页面存档备份，存于）

22°17′32″N 114°12′30″E / 22.292287°N 114.208393°E